# Hellfest
L'Hellfest Summer Open Air è un festival heavy metal che si svolge annualmente a Clisson, Francia, dal 2006.

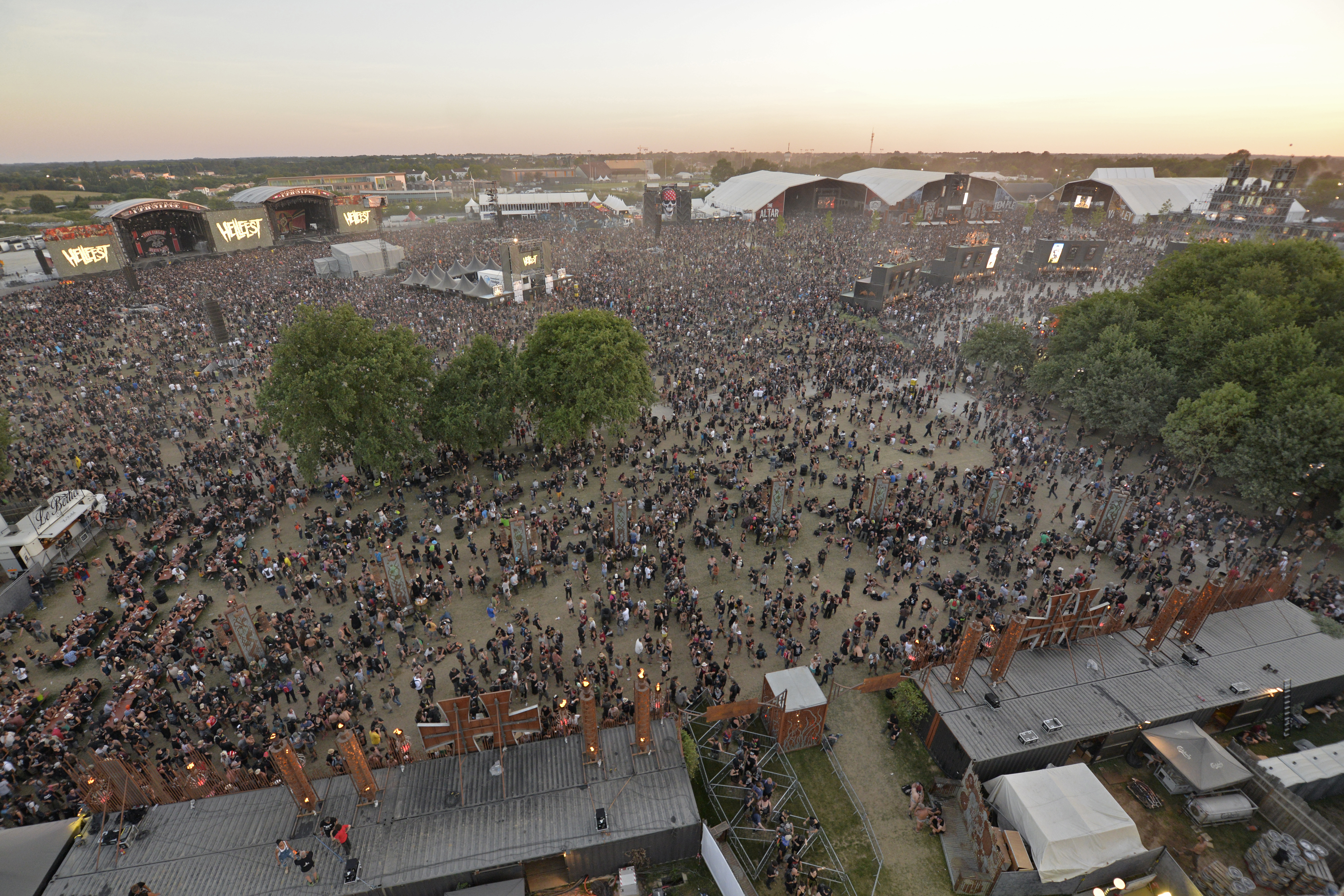
Edizione del 2017

Nato negli Stati Uniti come festival prevalentemente punk hardcore e metalcore, dopo problemi organizzativi la manifestazione ha cessato di esistere. In seguito l'evento è stato copiato ed esportato in Francia aprendosi a generi diversi dal progetto originale.
Nel maggio 2015, l'Hellfest è stato oggetto di atti di vandalismo da parte di un gruppo di estremisti religiosi. Varie strutture sono state date alle fiamme, e sui muri sono comparse scritte minacciose verso gli organizzatori.

## Formazione delle varie edizioni

### Edizione 2006
1º giorno:
Akercocke, Alice in Chains, Apocalyptica, Avenged Sevenfold, Bloodsimple, Cephalic Carnage, Dagoba, Darkest Hour, Dead To Fall, Endstand, Happyface, Ignite, Locus, Opeth, Orphaned Land, Rise and Fall, Sonny Red, Soulfly, Stone Sour, Textures, The Haunted, The Outburst, Trepalium, With Onor
2º giorno:
Agnostic Front, Arch Enemy, As I Lay Dying, The Black Dahlia Murder, Boysetsfire, Capricorns, Cortez, Cradle of Filth, Damnation Ad, Danko Jones, DevilDriver, Drowning, Gadjet, Helloween, Most Precious Blood, Motörhead, Murdum, Nightmare, Raised Fist, Ringworm, Satyricon, Saxon, Taint, Trivium
3º giorno:
36 Crazyfists, Allegiance, Amenra, Born from Pain, Carnival in Coal, Celtic Frost, Dead Kennedys, Demented Are Go!, Entombed, Gbh, Go It Alone, Gojira, Guns Up, Hatesphere, Hellmotel, Knuckledust, Knut, Leeway, Madball, Mad Sin, Nile, Obituary, Panic, Prostitute Disfigurement, Sna-Fu, Zyklon

### Edizione 2007, 22-24 giugno

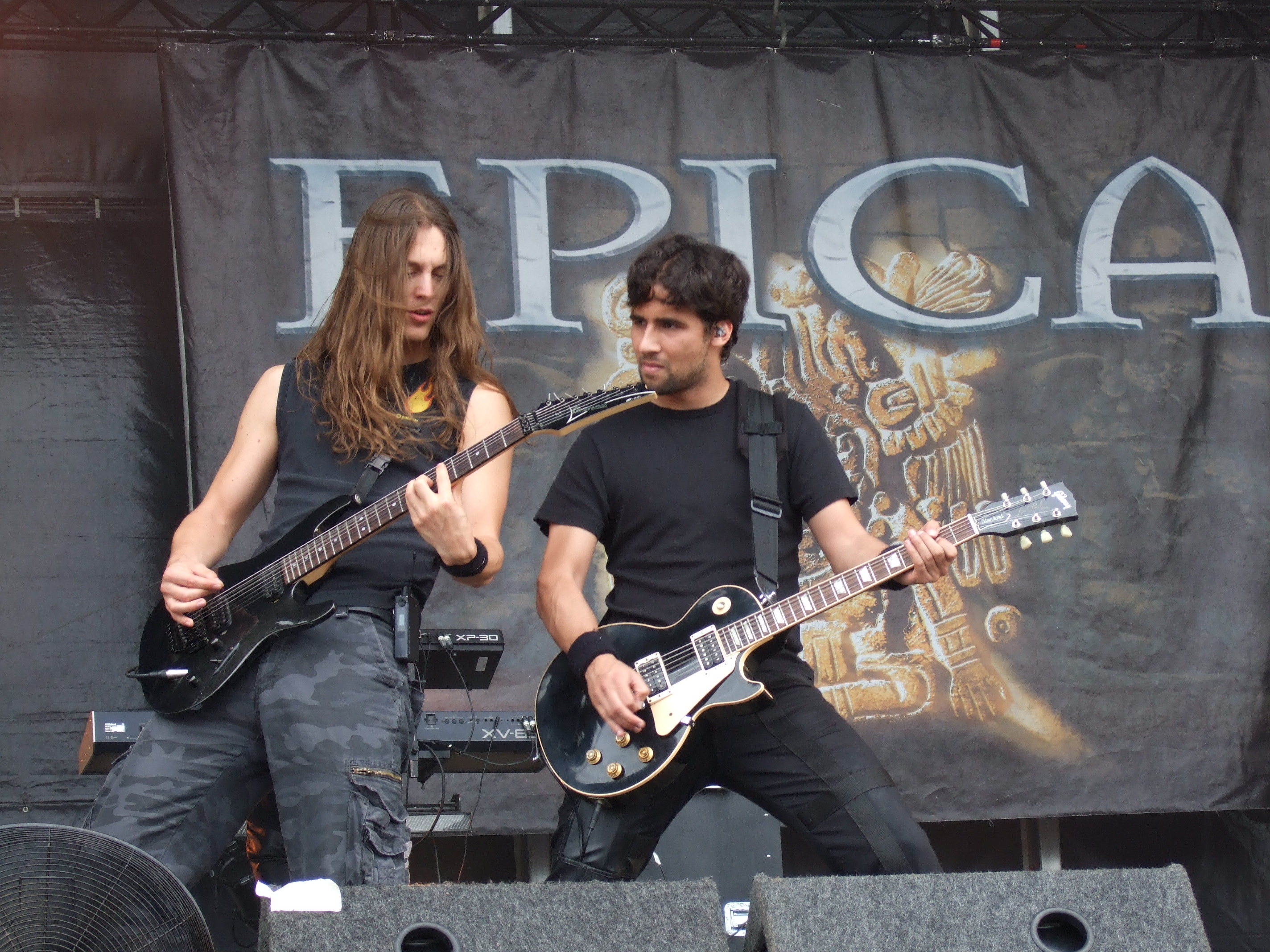
Gli Epica all'Hellfest 2007

Main Stage
| Venerdì                                                                                  | Sabato | Domenica                                                                                         |
| ---------------------------------------------------------------------------------------- | --- | ------------------------------------------------------------------------------------------------ |
| Korn Slayer Machine Head Hatebreed Mastodon Chimaira Lamb of God Bloodsimple Dew-Scented | Type O Negative Immortal Children of Bodom Pain of Salvation Amon Amarth Brujeria Epica Vader After Forever | Emperor Dream Theater Megadeth Within Temptation Kreator Atheist Dark Tranquillity 1349 Heavenly |

Gibson Stage
| Venerdì | Sabato                                                                                      | Domenica                                                                             |
| --- | ------------------------------------------------------------------------------------------- | ------------------------------------------------------------------------------------ |
| Cannibal Corpse Mayhem Brutal Truth Earth Crisis Unearth Misery Index Secrets of the Moon Lyzanxia Mumakil | Therion Moonspell Napalm Death Cynic Walls of Jericho Kickback Korpiklaani The Arrs Defdump | Neurosis Blind Guardian Edguy Converge Behemoth Aborted Scarve Ephel Duath Manigance |

Discover Stage
| Venerdì                          | Sabato                  | Domenica                 |
| -------------------------------- | ----------------------- | ------------------------ |
| Coldworker Hacride Ufych Sormeer | Sworn Enemy Salem Fubar | Orthodox Klone Animosity |

### Edizione 2008, 20-22 giugno
1º giorno:

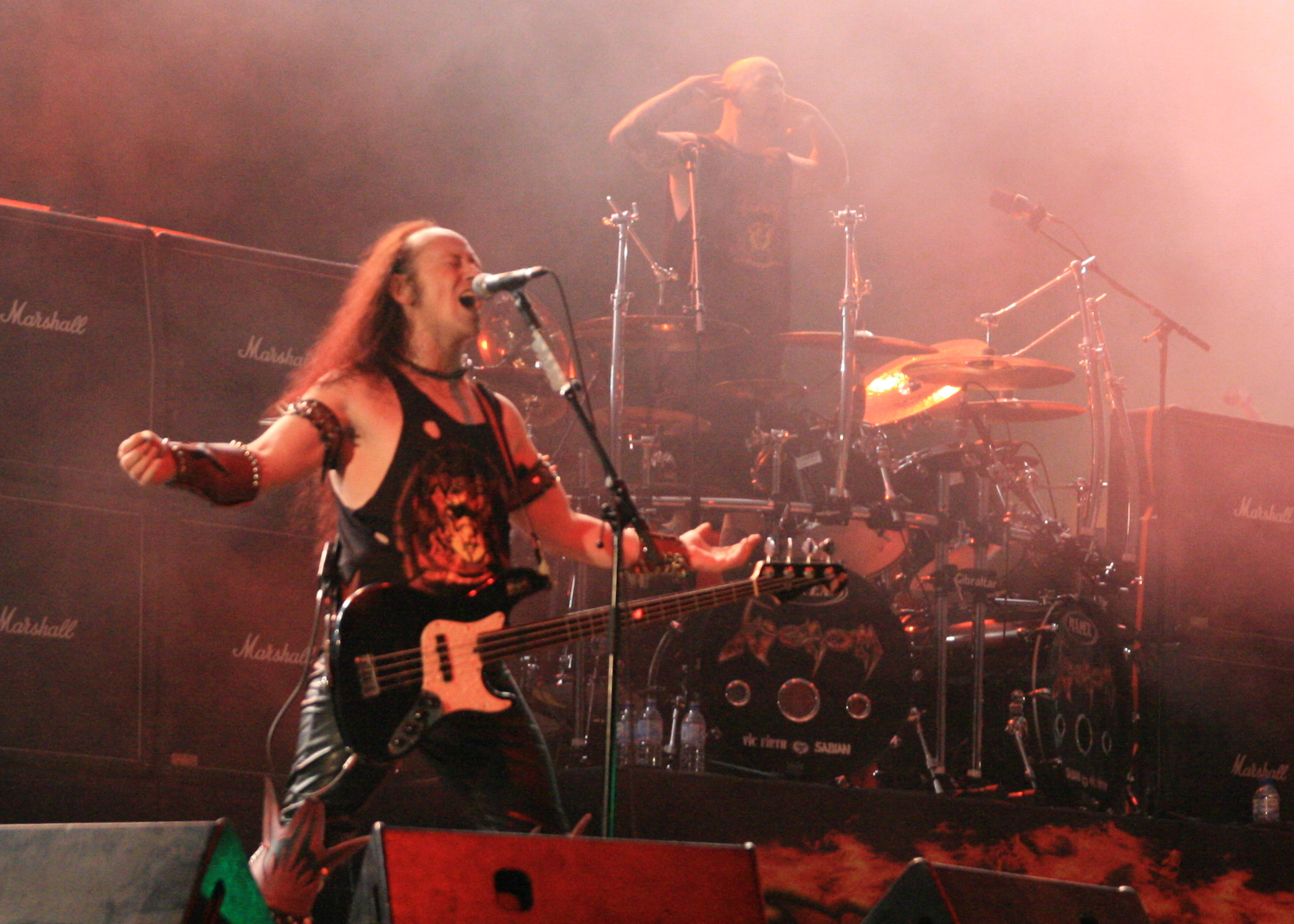
I Venom all'Hellfest 2008

In Flames, Dimmu Borgir, Carcass, Testament, Sick of It All, Paradise Lost, Katatonia, Mayhem, Madball, Death Angel, Marduk, Red Sparowes, Ultra Vomit, Septic Flesh, Baroness, Job for a Cowboy, Alchemist, Born from Pain, Eluveitie, Evile, Ava Inferi, Kruger, Raintime.
2º giorno:
Helloween, Gamma Ray, Cavalera Conspiracy, Apocalyptica, Iced Earth, Ministry, Porcupine Tree, Sonata Arctica, Satyricon, Anathema, Angra, Sodom, Forbidden, Treponem Pal, The Old Dead Tree, Nightmare, Airbourne, Legion of the Damned, Anaal Nathrakh, Haemorrhage, Impaled Nazarene, Benighted, Rotten Sound, Shining, Watain, Today is the Day.
3º giorno:
Motörhead, NOFX, Opeth, Morbid Angel, Meshuggah, My Dying Bride, At the Gates, Obituary, Rose Tattoo, Envy, Soilwork, 7 Seconds, Cult of Luna, Dying Fetus, Misantrophe, Comeback Kid, Necrophagist, Primordial, The Ocean, Municipal Waste, Arkhon Infaustus, Origin, Ghost Brigade, Between the Buried and Me, Year of no Light.

### Edizione 2009, 19-21 giugno

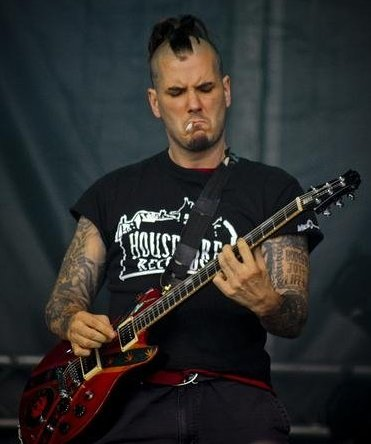
Philip Anselmo dei Down all'Hellfest 2009

MainStage01
| Venerdì                                                                                                  | Sabato                                                                                          | Domenica                                                                                |
| --- | ----------------------------------------------------------------------------------------------- | --------------------------------------------------------------------------------------- |
| Mötley Crüe Heaven & Hell Down Papa Roach Buckcherry Backyard Babies Nashville Pussy Girlschool Squealer | Marilyn Manson Machine Head Gojira Soulfly Cradle of Filth DevilDriver Koritni Dagoba Gama Bomb | Manowar Dream Theater Europe Queensrÿche Epica Dragonforce Holyhell Satan Jokers Adagio |

MainStage02
| Venerdì                                                                                             | Sabato                                                                                   | Domenica |
| --------------------------------------------------------------------------------------------------- | ---------------------------------------------------------------------------------------- | --- |
| Saint Vitus Anthrax W.A.S.P. Voivod Pentagram (annullati) Eyehategod God Forbid Karma To Burn Gokan | Killing Joke Misfits Amebix Clutch Heaven Shall Burn Pain Mad Sin Outlaw Order Trepalium | Hatebreed Suicidal Tendencies Mastodon Stratovarius Destruction Pain of Salvation Volbeat ADX Black Stone Cherry |

RockHard tent
| Venerdì                                                                              | Sabato                                                                                     | Domenica                                                                                           |
| ------------------------------------------------------------------------------------ | ------------------------------------------------------------------------------------------ | -------------------------------------------------------------------------------------------------- |
| God Seed Repulsion Entombed Samael Misery Index Deströyer 666 Taake Melechesh Orakle | Sacred Reich Enslaved Immolation Moonsorrow Aura Noir Skinless Vader Grand Magus Offending | Amon Amarth Moonspell Cathedral Napalm Death Pestilence Kataklysm Keep of Kalessin Aborted Hacride |

Terrorizer tent
| Venerdì                                                                                              | Sabato                                                                                                 | Domenica |
| --- | --- | --- |
| Parkway Drive Jarboe Pig Destroyer Kylesa Torche Soilent Green Blockheads August Burns Red Watertank | Cro-Mags Vision of Disorder Kickback Betrayed The Business Terror All Shall Perish Backfire Providence | Brutal Truth Electric Wizard Coalesce The Black Dahlia Murder Orange Goblin Ufomammut Wolves in the Throne Room Despised Icon Whitechapel |

### Edizione 2010, 18-20 giugno

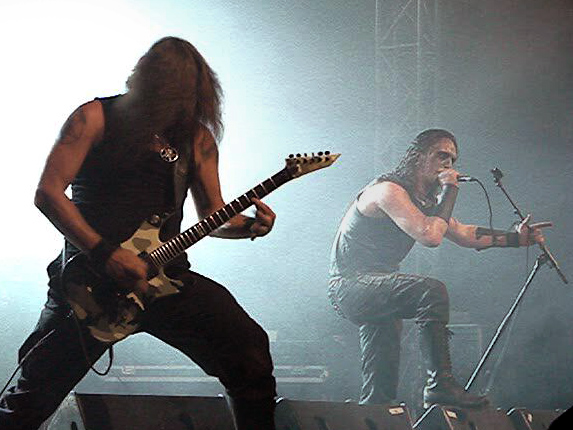
I Marduk all'Hellfest 2010

MainStage01
| Venerdì                                                                              | Sabato                                                                    | Domenica                                                                 |
| ------------------------------------------------------------------------------------ | ------------------------------------------------------------------------- | ------------------------------------------------------------------------ |
| Fear Factory Sepultura Infectious Grooves Deftones KMFDM Mass Hysteria Evile Tamtrum | Alice Cooper Twisted Sister Slash Airbourne Ratt Y&T Delain Electric Mary | KISS Motörhead Stone Sour Saxon U.D.O. Primal Fear Freak Kitchen Vulcain |

MainStage02
| Venerdì                                                                                                | Sabato                                                                          | Domenica                                                                            |
| --- | ------------------------------------------------------------------------------- | ----------------------------------------------------------------------------------- |
| Biohazard Arch Enemy Sick of it All Hypocrisy Finntroll Walls of Jericho Crowbar Swallow the Sun Gorod | Carcass Immortal Annihilator Nevermore Overkill Anvil Tankard Raven Dew Scented | Slayer Exodus Devin Townsend Project Behemoth Ensiferum Eluveitie Sabaton Blaspheme |

RockHard tent
| Venerdì                                                                   | Sabato | Domenica                                                                            |
| ------------------------------------------------------------------------- | --- | ----------------------------------------------------------------------------------- |
| Marduk Ulver Watain Loudblast Ihsahn Kampfar Necrophagist Urgehal Otargos | Fields of the Nephilim My Dying Bride Watain Candlemass Dark Funeral Atheist Asphyx Count Raven Obscura Kalisia | Bloodbath Nile Suffocation Katatonia Dying Fetus Decapitated Ex Deo General Surgery |

Terrorizer tent
| Venerdì | Sabato | Domenica |
| --- | --- | --- |
| The Devil's Blood Godflesh The Young Gods Nachtmystium Monkey 3 Between the Buried and Me Secrets of the Moon Ghost Brigade Negură Bunget Sigh Magrudergring Carnifex The Faceless | Jello Biafra and the Guantanamo School of Medicine Agnostic Front 7 Seconds As I Lay Dying Unearth Earth Crisis Sworn Enemy Skarhead Discipline Born from Pain Architects Wisdom in Chains Knuckledust | Garcia plays Kyuss The Dillinger Escape Plan Doom Brant Bjork and the Boss Mondo Generator Yawning Man Rwake Weedeater Black Cobra Saviours 16 Solace Omega Massif |

### Edizione 2011, 17-19 giugno
| Venerdì | Sabato                                                                                | Domenica                                                                                                |
| --- | ------------------------------------------------------------------------------------- | --- |
| Iggy & The Stooges Rob Zombie Down The Cult Disturbed Alter Bridge (Surprise Act) Architects Valient Thorr | Scorpions Black Label Society UFO Hammerfall Angel Witch Black Rain Crucified Barbara | Ozzy Osbourne Judas Priest Mr. Big Cavalera Conspiracy Duff McKagan's Loaded Static X Doro Firewind SUP |

MainStage02
| Venerdì | Sabato                                                                                       | Domenica                                                                            |
| --- | -------------------------------------------------------------------------------------------- | ----------------------------------------------------------------------------------- |
| In Flames Morbid Angel (Surprise Act) Meshuggah The Exploited Maximum the Hormone Dagoba The Dwarves Suicide Silence Klone | Coroner Kreator Sodom Destruction Municipal Waste The Haunted Mekong Delta Whiplash Lyzanxia | Opeth Therion Anathema Pain of Salvation Orphaned Land Atheist Turisas Audrey Horne |

RockHard tent
| Venerdì                                                                                       | Sabato | Domenica                                                                                      |
| --------------------------------------------------------------------------------------------- | --- | --------------------------------------------------------------------------------------------- |
| Mayhem Gorguts Belphegor Vader Unleashed Krisiun Dødheimsgard Malevolent Creation Svart Crown | Bolt Thrower Triptykon 1349 Septic Flesh Skyforger Exhumed Hail of Bullets Skeletonwitch Total Fucking Destruction | Cradle of Filth Dark Tranquillity Korpiklaani Morgoth Grave Tsjuder Anal Cunt Arkona Impureza |

Terrorizer tent
| Venerdì | Sabato | Domenica |
| --- | --- | --- |
| Monster Magnet Melvins Clutch Corrosion of Conformity The Young Gods Karma to Burn Eyehategod Masters of Reality Church of Misery Kruger In Solitude My Sleeping Karma Hangman's Chair | Bad Brains Converge Terror Comeback Kid D.R.I. Times of Grace US Bombs Skarhead Shai Hulud Raw Power Your Demise Deez Nuts Nasty Arma Gathas | Kyuss Lives! Hawkwind Goatsnake Electric Wizard Grand Magus The Black Dahlia Murder Buzzoven Knut Red Fang The Gates of Slumber Ancestors Morne |

### Edizione 2012, 15-17 giugno
| Venerdì 15                                                                                | Sabato 16 | Domenica 17                                                                                            |
| ----------------------------------------------------------------------------------------- | --- | --- |
| Megadeth Lynyrd Skynyrd Gotthard Unisonic Molly Hatchet Lizzy Borden Bukowski Alpha Tiger | Guns N’ Roses Within Temptation Sebastian Bach Uriah Heep Steel Panther Koritini Kobra And The Lotus Crashdïet | Ozzy & Friends Mötley Crüe Blue Öyster Cult Hatebreed Black Label Society D-A-D Girlschool Vanderbuyst |

MainStage02
| Venerdì 15 | Sabato 16                                                                                 | Domenica 17 |
| --- | ----------------------------------------------------------------------------------------- | --- |
| King Diamond Dropkick Murphys Turbonegro Heaven Shall Burn The Bronx Street Dogs Black Bomb A Hamlet Betraying The Martyrs | Machine Head Edguy Exodus Sacred Reich Death Angel Channel Zero Gama Bomb Suicidal Angels | Lamb of God Slash Trivium DevilDriver Walls of Jericho August Burns Red All Shall Perish Do or Die L’Esprit Du Clan |

The Altar
| Venerdì 15                                                                             | Sabato 16                                                                                    | Domenica 17 |
| -------------------------------------------------------------------------------------- | -------------------------------------------------------------------------------------------- | --- |
| Obituary Cannibal Corpse Brujeria Nasum Gorod Unexpect Benediction Benighted Trepalium | Entombed Napalm Death Aborted Vomitory Necrophagia Avulsed Haemorrhage Rompeprop Jesus Cröst | Children of Bodom Suffocation Lock Up Brutal Truth Insomnium Dying Fetus Blood Red Throne Hour of Penance Sublime Cadaveric Decomposition |

The Temple
| Venerdì 15                                                                             | Sabato 16                                                                                         | Domenica 17                                                                                                |
| -------------------------------------------------------------------------------------- | ------------------------------------------------------------------------------------------------- | --- |
| Amon Amarth Satyricon Moonsorrow Taake Darkspace Endstille Sólstafir Belenos Merrimack | Behemoth Enslaved In Extremo Shining Djerv Ascension Necros Christos Oranssi Pazuzu Glorior Belli | Dimmu Borgir Arcturus Ihsahn Vulture Industries Anaal Nathrakh Forgotten Tomb Liturgy Winterfylleth Aosoth |

The Warzone
| Venerdì 15                                                                                            | Sabato 16 | Domenica 17 |
| --- | --- | --- |
| Tragedy From Ashes Rise Integrity GBH Discharge Victims Vitamin X Extinction of Mankind Strong As Ten | Refused Darkest Hour Unearth Dog Eat Dog Cancer Bats October File Emmure As They Burn The Rodeo Idiot Engine | Biohazard Madball The Spudmonsters Evergreen Terrace H2o Stick To Your Guns Backfire! All For Nothing Lasting Values |

The Valley
| Venerdì 15                                                                                  | Sabato 16                                                                       | Domenica 17                                                                                   |
| ------------------------------------------------------------------------------------------- | ------------------------------------------------------------------------------- | --------------------------------------------------------------------------------------------- |
| Hank III Colour Haze Orange Goblin The Atomic Bitchwax Brain Police Thou Doomriders Celeste | The Devil’s Blood Saint Vitus Yob Unsane Ufomammut Big Business Amenra ASG Dyse | Sunn O))) The Obsessed Pentagram Rival Sons Acid King Monkey 3 Alcest Year of No Light Abysse |

### Edizione 2013, 21-23 giugno

#### Mainstage 1
| Venerdì 21/06 | Venerdì 21/06      | Sabato 22/06  | Sabato 22/06  | Domenica 23/06 | Domenica 23/06  |
| ------------- | ------------------ | ------------- | ------------- | -------------- | --------------- |
| 23:10 > 00:55 | Def Leppard        | 23:10 > 00:40 | Kiss          | 23:10 > 00:40  | Volbeat         |
| 20:45 > 22:00 | Twisted Sister     | 20:55 > 22:00 | ZZ Top        | 20:45 > 22:00  | Stone Sour      |
| 18:35 > 19:35 | Whitesnake         | 18:55 > 19:55 | Accept        | 18:35 > 19:35  | Gojira          |
| 16:45 > 17:35 | Europe             | 17:05 > 17:55 | Down          | 16:45 > 17:35  | Newsted         |
| 15:05 > 15:55 | Saxon              | 15:15 > 16:05 | 3 Doors Down  | 15:05 > 15:50  | Danko Jones     |
| 13:35 > 14:15 | Hardcore Superstar | 13:35 > 14:15 | Krokus        | 13:35 > 14:15  | Mustasch        |
| 12:15 > 12:45 | Black Spiders      | 12:15 > 12:45 | Audrey Horne  | 12:15 > 12:45  | Heaven Basement |
| 11:05 > 11:35 | Kissin' Dynamite   | 11:05 > 11:35 | Attentat Rock | 11:05 > 11:35  | Waltari         |

#### Mainstage 2
| Venerdì 21/06 | Venerdì 21/06           | Sabato 12/06  | Sabato 12/06            | Domenica 23/06 | Domenica 23/06   |
| ------------- | ----------------------- | ------------- | ----------------------- | -------------- | ---------------- |
| 01:00 > 02:00 | Avantasia               | 00:45 > 02:00 | Korn                    | 00:45 > 02:00  | Danzig           |
| 22:05 > 23:05 | Helloween               | 22:05 > 23:05 | Bullet for My Valentine | 22:05 > 23:05  | Lordi            |
| 19:40 > 20:40 | Kreator                 | 20:00 > 20:50 | Papa Roach              | 19:40 > 20:40  | Symphony X       |
| 17:40 > 18:30 | Testament               | 18:00 > 18:50 | A Day to Remember       | 17:40 > 18:30  | Voivod           |
| 16:00 > 16:40 | Hellyeah                | 16:10 > 17:00 | Parkway Drive           | 15:55 > 16:40  | Mass Hysteria    |
| 14:20 > 15:00 | Heathen                 | 14:20 > 15:10 | Coal Chamber            | 14:20 > 15:00  | Riverside        |
| 12:50 > 13:30 | Vektor                  | 12:50 > 13:30 | P.O.D.                  | 12:50 > 13:30  | Prong            |
| 11:40 > 12:10 | SSS (Short Sharp Shock) | 11:40 > 12:10 | Asking Alexandria       | 11:40 > 12:10  | The Ghost Inside |
| 10:30 > 11:00 | Dr. Living Dead         | 10:30 > 11:00 | Skindred                | 10:30 > 11:00  | The ARRS         |

#### The Altar
| Venerdì 21/06 | Venerdì 21/06             | Sabato 12/06  | Sabato 12/06      | Domenica 23/06 | Domenica 23/06 |
| ------------- | ------------------------- | ------------- | ----------------- | -------------- | -------------- |
| 01:05 > 02:05 | Six Feet Under            | 01:05 > 02:05 | Morbid Angel      | 01:00 > 02:00  | Napalm Death   |
| 22:55 > 23:55 | At the Gates              | 22:55 > 23:55 | Candlemass        | 22:50 > 23:50  | Hypocrisy      |
| 20:45 > 21:45 | Ceremonial Oath           | 20:45 > 21:45 | My Dying Bride    | 20:40 > 21:40  | Moonspell      |
| 18:35 > 19:35 | Asphyx                    | 18:55 > 19:45 | Amorphis          | 18:35 > 19:30  | Wintersun      |
| 16:45 > 17:35 | Between the Buried and Me | 17:05 > 17:55 | Sinister          | 16:45 > 17:35  | Misery Index   |
| 15:05 > 15:55 | Evoken                    | 15:15 > 16:05 | The Old Dead Tree | 15:05 > 15:50  | Cryptopsy      |
| 13:35 > 14:15 | Hooded Menace             | 13:35 > 14:15 | Monstrosity       | 13:35 > 14:15  | Pig Destroyer  |
| 12:15 > 12:45 | Misanthrope               | 12:15 > 12:45 | Dead Congregation | 12:15 > 12:45  | Krisiun        |
| 11:05 > 11:35 | Captain Cleanoff          | 11:05 > 11:35 | T.A.N.K.          | 11:05 > 11:35  | Haemorrhage    |

#### The Temple
| Venerdì 21/06 | Venerdì 21/06      | Sabato 12/06  | Sabato 12/06   | Domenica 23/06 | Domenica 23/06  |
| ------------- | ------------------ | ------------- | -------------- | -------------- | --------------- |
| 00:00 > 01:00 | God Seed           | 00:00 > 01:00 | Immortal       | 23:55 > 00:55  | Cradle of Filth |
| 21:50 > 22:50 | Carpathian Forest  | 21:50 > 22:50 | Finntroll      | 21:45 > 22:45  | Marduk          |
| 19:40 > 20:40 | Primordial         | 19:50 > 20:40 | Belphegor      | 19:35 > 20:35  | Dark Funeral    |
| 17:40 > 18:30 | Absu               | 18:00 > 18:50 | Rotting Christ | 17:40 > 18:30  | Korpiklaani     |
| 16:00 > 16:40 | Aura Noir          | 16:10 > 17:00 | Kampfar        | 15:55 > 16:40  | Ihsahn          |
| 14:20 > 15:00 | Týr                | 14:20 > 15:10 | Equilibrium    | 14:20 > 15:00  | Inquisition     |
| 12:50 > 13:30 | Enthroned          | 12:50 > 13:30 | Koldbrann      | 12:50 > 13:30  | Seth            |
| 11:40 > 12:10 | Stille Volk        | 11:40 > 12:10 | The Secret     | 11:40 > 12:10  | Svart Crown     |
| 10:30 > 11:00 | The Great Old Ones | 10:30 > 11:00 | Hell Militia   | 10:30 > 11:00  | Leprous         |

#### The Warzone
| Venerdì 21/06 | Venerdì 21/06     | Sabato 12/06  | Sabato 12/06   | Domenica 23/06 | Domenica 23/06             |
| ------------- | ----------------- | ------------- | -------------- | -------------- | -------------------------- |
| 01:05 > 02:05 | Sick of It All    | 01:05 > 02:05 | Bad Religion   | 01:00 > 02:00  | Atari Teenage Riot         |
| 22:55 > 23:55 | Anti Flag         | 22:55 > 23:55 | NOFX           | 22:50 > 23:50  | Punish Yourself            |
| 20:45 > 21:45 | Agnostic Front    | 20:45 > 21:45 | Converge       | 20:40 > 21:40  | The Toy Dolls              |
| 18:35 > 19:35 | Terror            | 18:55 > 19:45 | Unearth        | 18:35 > 19:30  | Buzzcocks                  |
| 16:45 > 17:35 | Deez Nuts         | 17:05 > 17:55 | Gallows        | 16:45 > 17:35  | Cockney Rejects            |
| 15:05 > 15:55 | Negative Approach | 15:15 > 16:05 | Bury Your Dead | 15:05 > 15:50  | Senser                     |
| 13:35 > 14:15 | Bane              | 13:35 > 14:15 | The Casualties | 13:35 > 14:15  | Le Bal des Enragés         |
| 12:15 > 12:45 | Berri Txarrak     | 12:15 > 12:45 | Retox          | 12:15 > 12:45  | Treponem Pal               |
| 11:05 > 11:35 | Vera Cruz         | 11:05 > 11:35 | Justin(e)      | 11:05 > 11:35  | align="center" The Decline |

#### The Valley
| Venerdì 21/06 | Venerdì 21/06 | Sabato 12/06  | Sabato 12/06               | Domenica 23/06 | Domenica 23/06    |
| ------------- | ------------- | ------------- | -------------------------- | -------------- | ----------------- |
| 00:00 > 01:15 | Neurosis      | 00:00 > 01:00 | Cult of Luna               | 23:55 > 00:55  | Swans             |
| 21:50 > 22:50 | Sleep         | 21:50 > 22:50 | Manilla Road               | 21:45 > 22:45  | Ghost             |
| 19:40 > 20:40 | High on Fire  | 19:50 > 20:40 |                            | 19:35 > 20:35  | Clutch            |
| 17:40 > 18:30 | Black Pyramid | 18:00 > 18:50 | Red Fang                   | 17:40 > 18:30  | The Sword         |
| 16:00 > 16:40 | Pallbearer    | 16:10 > 17:00 | Karma to Burn              | 15:55 > 16:40  | Spiritual Beggars |
| 14:20 > 15:00 | Black Breath  | 14:20 > 15:10 |                            | 14:20 > 15:00  | Graveyard         |
| 12:50 > 13:30 | Black Cobra   | 12:50 > 13:30 | Uncle Acid & the Deadbeats | 12:50 > 13:30  | My Sleeping Karma |
| 11:40 > 12:10 | Eagle Twin    | 11:40 > 12:10 | Procession                 | 11:40 > 12:10  | Truckfighters     |
| 10:30 > 11:00 | 7 Weeks       | 10:30 > 11:00 | Srutr                      | 10:30 > 11:00  | Eryn Non Dae      |

#### Metal Corner
| Jeudi 20/06 | Jeudi 20/06         | Venerdì 21/06 | Venerdì 21/06 | Sabato 12/06 | Sabato 12/06                  | Domenica 23/06 | Domenica 23/06 |
| ----------- | ------------------- | ------------- | ------------- | ------------ | ----------------------------- | -------------- | -------------- |
| 17:10       | War Inside          |               |               |              |                               |                |                |
| 18:00       | Ellipse             |               |               |              |                               |                |                |
| 18:50       | Voight Kampff       |               |               |              |                               |                |                |
| 19:35       | Pictured            |               |               |              |                               |                |                |
| 20:40       | Danforth            |               |               |              |                               |                |                |
| 21:35       | Karma Zero          |               |               |              |                               |                |                |
| 22:35       | Wild Dawn           |               |               |              |                               |                |                |
| 23:35       | Dancefloor Disaster |               |               |              |                               |                |                |
|             |                     | 01:10         | Spideric      | 01:10        | DJ Mike Rock (Rewind/Monster) | 01:10          | DJ Kurgan      |